# Francisco de Aguiar Coutinho
Francisco de Aguiar Coutinho (n. Reino de Portugal, ca. 1570 - f. Capitanía del Espíritu Santo, Estado de Brasil, 1627) era un fidalgo real que gracias a un fallo legal de 1605 obtuvo como herencia de su tío segundo Vasco Fernandes Coutinho Filho, la propiedad bajo la soberanía luso-hispana de un feudo brasileño con el título de donatario y una vez que asumiera el puesto en 1620 como cuarto gobernador donatario de la Capitanía del Espíritu Santo, tuvo que defender su territorio capixaba de las invasiones neerlandesas de Brasil.

## Biografía hasta el pleito legal por la gobernación

### Origen familiar y primeros años
Francisco de Aguiar Coutinho había nacido hacia 1570 en alguna parte del Reino de Portugal, siendo hijo de Ambrósio de Aguiar Coutinho (n. ca. 1530) y de su esposa Joana da Silva (n. ca. 1545), y nieto de Antónia de Vilhena (n. 1496 - f. después de 1562) y su marido Pedro Afonso de Aguiar "o Raposo".
Por lo tanto, Francisco era sobrino segundo del segundo capitán donatario Vasco V Fernandes Coutinho "el Hijo" y sobrino nieto del primer gobernador donatario Vasco IV Fernandes Coutinho "el Viejo".

### La gobernadora donataria Luisa Grimaldi
Después de fallecer su tío abuelo donatario, la abuela Antonia de Villena había emprendido un pleito legal porque su hermano Vasco "el Viejo", que había delegado en vida a un hijo natural, luego del deceso lo había dejado como heredero del territorio capixaba, por lo cual Vasco "el Hijo" tuvo que viajar a Europa en noviembre de 1560 a la espera del fallo judicial, además de necesitar la confirmación real.
En enero de 1564, Vasco "el Hijo" volvió a tomar posesión del territorio, ya que tuvo una sentencia favorable al ser un hijo legitimado, pero la confirmación realllegaría recién en 1571, por lo cual tuvo que regresar a Portugal a realizar trámites legales y antes de viajar al Brasil realizó un nuevo testamento en 1573, en el cual dejaba por heredero, en caso de no tener descendencia con su esposa, a su sobrino segundo Francisco de Aguiar Coutinho.

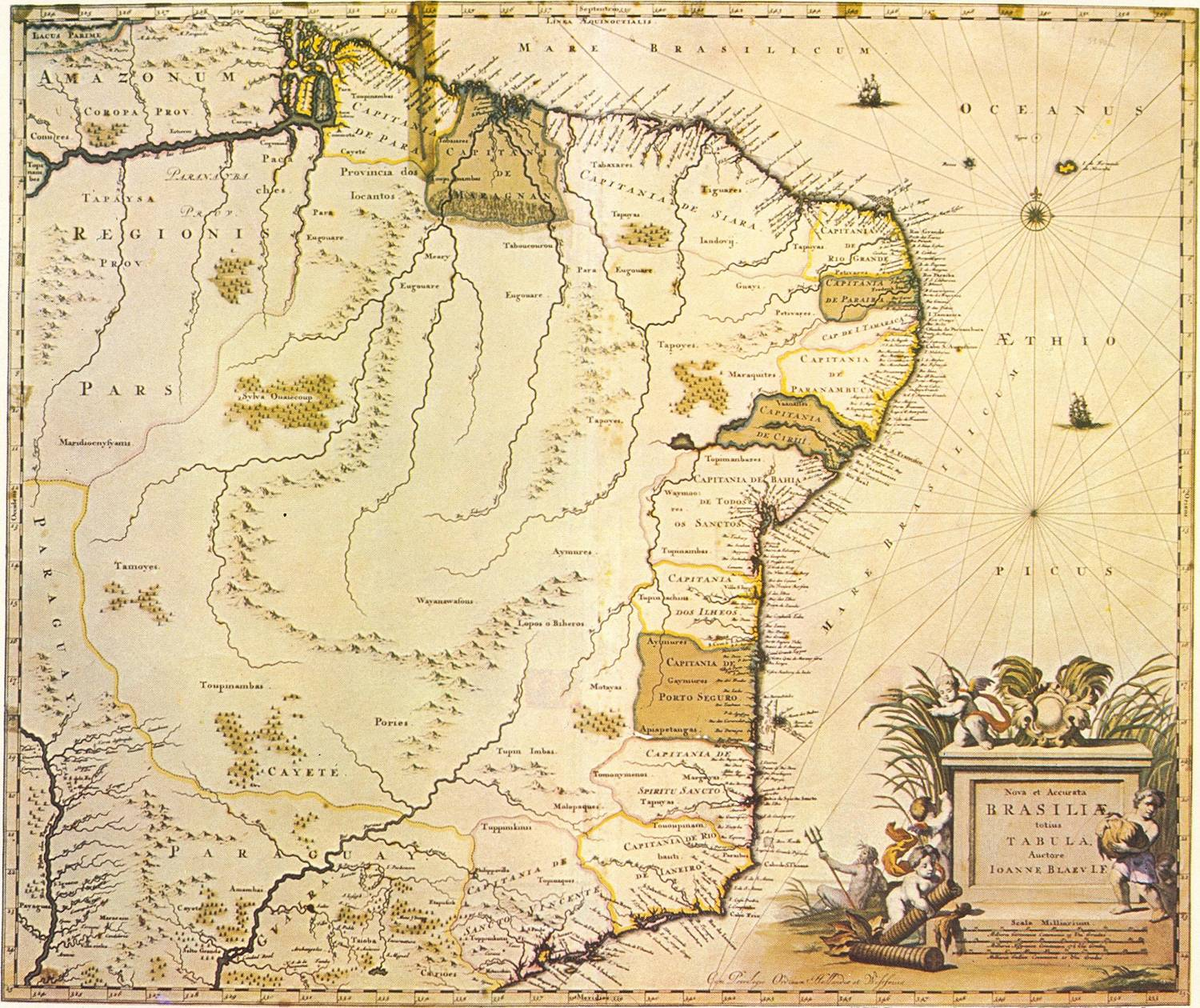
Las capitanías del Estado de Brasil, en donde figura la del Espíritu Santo (en mapa de Joan Blaeu, de 1640).

Posteriormente en el reino, al fallecer sin descendientes los soberanos Sebastián I de Portugal en la batalla de Alcazarquivir el 4 de agosto de 1578 y su tío abuelo heredero en la corona lusitana el 31 de enero de 1580, el cardenal Enrique I, provocó en dicho año una crisis sucesoria y por ello Felipe de Habsburgo, rey de España, por sus derechos dinásticos mandó invadir el país y ascendió así al trono portugués, por lo cual la Monarquía Hispánica dominaría el gran imperio colonial luso-español.
El segundo donatario con su esposa Luisa Grimaldi finalmente no tuvo sucesores, por lo cual ella heredó de su marido en 1589 el gobierno de la capitanía del Espíritu Santo, obteniendo la confirmación real para evitar problemas entre los hijos ilegítimos y los parientes de Portugal.
De esta forma Grimaldi nombró como su lugarteniente o capitán mayor adjunto a su cuñado Miguel Antonio de Azeredo —que se había amancebado con Luisa Correia, una hija ilegítima de Pedro Álvares Correia y de Antonia de Abreu, y por tanto, medio hermana paterna de Luisa Grimaldi— y al mismo tiempo concuñado, por ser un hermano del capitán Marcos de Azeredo que estaba casado con María de Melo Coutinho.
Durante el gobierno de Luisa Grimaldi, por consejo del sacerdote jesuita José de Anchieta con quien cooperó en la catequesis del territorio capixaba, mandó a construir los fuertes de São Marcos y de São Miguel de la ciudad de Vitória y gracias a ellos los portugueses pudieron rechazar los ataques del corsario inglés Thomas Cavendish. También recibió a los misioneros benedictinos y franciscanos, a quienes les hizo donativos, además de dar la bienvenida a Bartolomeu Simões Pereira, primer obispo de Río de Janeiro, y promover la inmigración de españoles, judíos, portugueses y de colonos de otras capitanías brasileñas.
El 1º de diciembre de 1592 se inició el pleito legal por la sucesión del territorio capixaba, por lo que Grimaldi delegó el mando a principios de 1593 en su capitán mayor Miguel de Azeredo, para partir a Portugal. Durante la gestión de Azeredo, se debió afrontar el peligro de infiltración francesa ya que en el norte brasileño Jacques Riffault "Refoles" estableció en 1594 una factoría gala en la isla Upaon-açu —que duraría veinte años, en el actual estado de Maranhão— la cual quedó a cargo de Charles des Vaux por haber financiado el viaje, además de lograr buenas relaciones con los indígenas tupinambás e inclusive por dominar su lengua.
Grimaldi finalmente testó en el reino el 15 de julio de 1596, y que bajo el mote de sor Luiza das Chagas en 1598 se recluyó en el convento dominicano de Nuestra Señora del Paraíso de la ciudad de Évora, por lo cual su lugarteniente Azeredo sería nombrado segundo gobernador interino del Espíritu Santo.

## Capitán donatario del Espíritu Santo y el gobierno interino

### Su gobernador interino Miguel de Azeredo
Francisco de Aguiar Coutinho obtuvo en el año 1605 el fallo legal que se dictó a su favor definitivamente y por lo tanto Miguel de Azeredo permaneció como segundo gobernador interino del territorio durante otros quince años más, que con su mandato anterior, haría un total de 22 años en el gobierno capixaba.
Azeredo tuvo que enfrentar un nuevo peligro de invasión francesa, ya que por el norte brasileño erigieron un nuevo fuerte llamado São Luís para defender la factoría de la isla Upaon-açu ya citada, el cual fuera fundado el 8 de septiembre de 1612 por el noble francés Daniel de La Touche, señor de La Ravardière, y le puso el nombre en homenaje al rey-niño de Francia, el soberano Luis XIII, y de esta manera constituir la Francia Equinoccial, ya que la regente del reino María de Medicis le había otorgado en propiedad cincuenta leguas al norte y la misma distancia al sur del fuerte que construyera.
Los franceses se aliaron a los aborígenes en la resistencia contra los portugueses pero el 3 de noviembre de 1615 fue reconquistado para la Monarquía Hispánica bajo el mando de Jerônimo de Albuquerque, retornando así al dominio luso-español, por lo que se convirtió en el primer capitán de mar del Maranhão. En el territorio capixaba, Aguiar Coutinho tomó posesión del cargo como cuarto gobernador donatario de la Capitanía del Espíritu Santo recién el 15 de julio de 1620.

### Invasiones neerlandesas al Brasil y defensa del Espíritu Santo

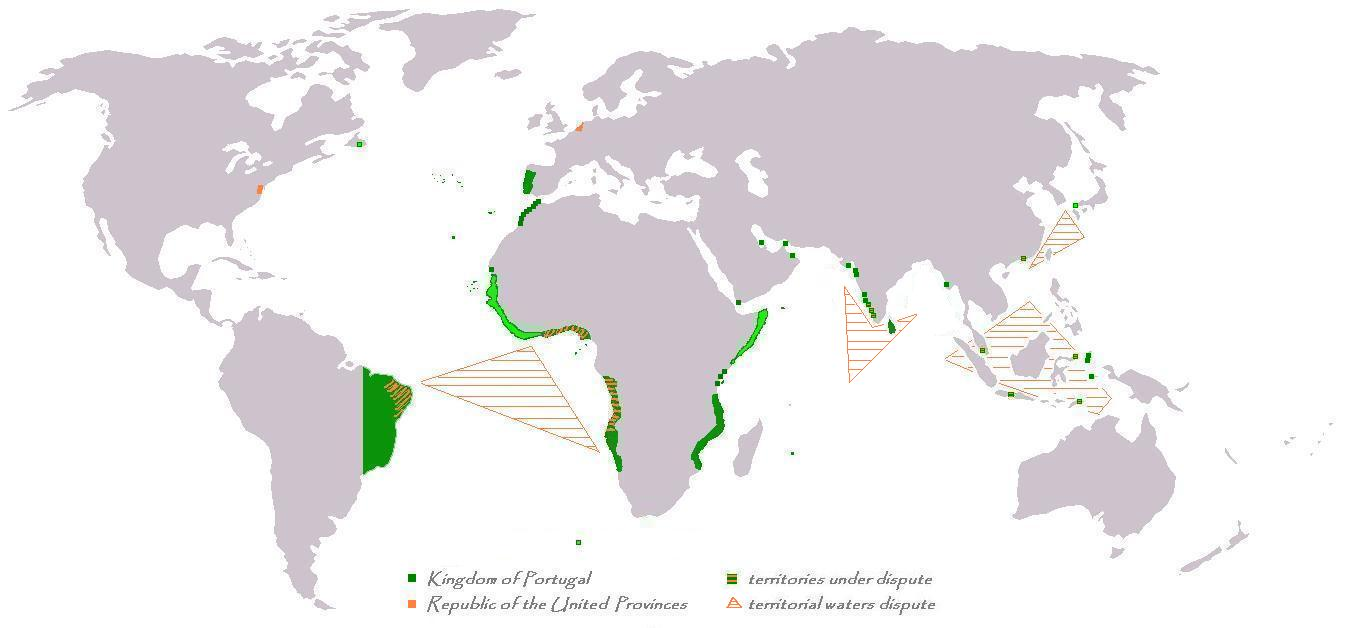
Áreas en litigio durante la guerra luso-neerlandesa desde 1602 hasta 1654.

Durante el gobierno de Aguiar Coutinho, en el contexto de la guerra luso-neerlandesa que permitiría el surgimiento de un nuevo imperio colonial, surgieron las primeras invasiones de Brasil por la armada de la Compañía Neerlandesa de las Indias Occidentales formada por 26 buques, 3.300 hombres y comandada por el almirante Jacob Willekens con su vicealmirante Piet Hein.
De esta forma, los neerlandeses atacaron y conquistaron la ciudad de Salvador de Bahía el 10 de mayo de 1624, aprisionando al gobernador general Diogo de Mendonça Furtado, por lo cual la Cámara general de gobierno se mudó a Vitória, capital de la Capitanía del Espíritu Santo, y eligió a Matias de Albuquerque como el sucesor en el gobierno del Brasil.
Desde el 10 al 18 de marzo de 1625 le tocó al donatario Francisco de Aguiar Coutinho repeler con éxito la investida de ocho navíos enemigos comandados por el vicealmirante Piet Hein, y en consecuencia, una poderosa armada luso-hispana de 52 navíos al mando de Fadrique Álvarez de Toledo y Osorio, I marqués de Villanueva de Valdueza, derrotó y expulsó a los invasores neerlandeses de Salvador de Bahía el 1º de mayo de 1625, cuyo acontecimiento pasaría a ser conocido como la Jornada del Brasil.
En el año 1626 se hizo efectiva la real cédula —con fecha del 13 de junio de 1621— del soberano Felipe IV de España y Portugal que había dividió al gobierno general del Brasil en dos territorios, siendo estos el Estado del Maranhão —formado por las capitanías reales de Maranhão, del Gran Pará y del Ceará— y el Estado del Brasil.

### Fallecimiento de Francisco y su hijo heredero Ambrósio

El Brasil neerlandés desde 1630 hasta 1654.

El capitán donatario Francisco de Aguiar Coutinho finalmente falleció en el año 1627 en alguna parte de la Capitanía del Espíritu Santo, que formaba parte del Estado del Brasil, y dejó como heredero a su hijo Ambrósio de Aguiar Coutinho que pasó a ser el quinto gobernador donatario, pero de forma nominal, y en su lugar fue nombrado para el cargo de tercer gobernador interino al capitán João Dias Guedes.

### El tercer interinato del Espíritu Santo de Juan Díaz Guedes
La gobernación interina de Juan Díaz Guedes se caracterizó por la gran actividad bélica, ya que combatió a las segundas invasiones neerlandesas, que en 1630 ocuparon la Capitanía de Pernambuco y en 1634 se anexaron las capitanías de Paraíba y de Río Grande do Norte. Al afianzarse el poder neerlandés en el nordeste y constituirse el gobierno general de la Nueva Holanda, pasó a ser administrado desde el 28 de enero de 1637 por el conde Juan Mauricio de Nassau.
El conde Nassau terminó por ocupar en el citado año la Capitanía de Ceará y el 27 de octubre de 1640 enviaron a la del Espíritu Santo siete navíos comandados por el coronel Johann von Koin, que desembarcaron unos cuatrocientos hombres en el territorio capixaba hasta que fueran frenados en Vitória el 28 de octubre del mismo año y finalmente fueran repelidos el 13 de noviembre por las fuerzas del capitán mayor Guedes. Al año siguiente los neerlandeses ocupaban la Capitanía del Maranhão.
Al fallecer su hijo Ambrósio sin descendientes lo sucedió su tío político Antônio Gonçalves da Câmara como el sexto donatario, ya que estaba enlazado con María de Castro Aguiar Coutinho o bien María da Silva Aguiar Coutinho, que era hermana de Francisco, y por ende, sobrina segunda de Vasco Fernandes Coutinho "el Hijo", pero lo ejerció de forma nominal ya que seguía gobernando de manera interina el capitán Juan Díaz Guedes.
Durante esta nueva etapa del mandato interino de João Dias Guedes aconteció el 1º de diciembre de 1640 la independencia de Portugal de la Monarquía Hispánica, en donde se aclamó al Duque de Braganza como soberano de la cuarta dinastía con el título de Juan IV de Portugal, lo que provocó la Guerra de Restauración portuguesa que duraría casi tres décadas.

### Sucesivos donatarios capixabas y sus gobernadores interinos
El citado donatario Antônio Gonçalves da Câmara fue sucedido por su hijo Ambrósio de Aguiar da Câmara Coutinho como el séptimo donatario el 5 de julio de 1643 y quien se había casado el pasado 7 de marzo de 1638 con Felipa de Meneses.
Su sobrino Ambrósio también ejerció como donatario nominal a través de sus capitanes mayores como gobernadores interinos, siendo estos, Antônio do Couto d'Almeida desde 1643, quien fuera voluntario contra las invasiones neerlandesas, y Manuel de Almeida desde 1650, que dio la orden a João Ferrão de Castelo Branco de construir un fortín que más tarde daría origen al fuerte São João de la isla de Santo Antonio.
Al anterior le sucedió también su hijo Antônio hacia 1652, aunque por ser menor de edad ejerció la tutoría su madre Felipa que nombró como capitán mayor a José Gomes de Oliveira, el cual como sexto gobernador interino enfrentó nuevas epidemias, mejoró las fortificaciones y protagonizó varias luchas, entre las cuales tuvo que enfrentar la última invasión neerlandesa de 1653, que gracias a los cuarenta soldados de infantería enviados por el gobierno regular del Brasil a Vitória, pudo vencerlos.
Una vez que el sobrino nieto segundo de Vasco V Fernandes Coutinho llamado Antônio Luís Gonçalves da Câmara Coutinho (Portugal, 1638-Bahía, 1702) cumpliera la mayoría de edad en 1658, Oliveira siguió como sexto gobernador interino y Antônio recién tomó posesión del territorio feudal como octavo gobernador donatario de la Capitanía del Espíritu Santo el 7 de junio de 1671, siendo el último del linaje en la misma, y obtuvo la confirmación real el 6 de julio de 1674. Finalmente le vendió el 18 de marzo de 1675 el título y la propiedad de la capitanía a Francisco Gil de Araújo, el cual había obtenido la autorización de compra del territorio capixaba el 5 de mayo de 1674 y de esta forma se convertiría en el noveno gobernador donatario.
Años más tarde, Antonio Luis da Câmara fue asignado en el cargo de gobernador interino de la Capitanía de Pernambuco desde el 25 de mayo de 1689 hasta el 5 de junio de 1690, para ocupar en este mismo año el puesto de vigésimo noveno gobernador del Estado del Brasil hasta 1694, y en su gestión introdujo nuevos cultivos como el de la pimienta de la India y la canela, además de combatir a los quilombos, y en sus últimos años de vida fue nombrado trigésimo quinto virrey de la India portuguesa desde 1698 hasta 1701.